# NGC 3184
NGC 3184 es una galaxia espiral que se encuentra a 25 millones de años luz (aproximadamente 7,66 megaparsecs) de distancia en la constelación de la Osa Mayor. Se localiza a sólo 45 arcmin de Tania Australis (μ Ursae Majoris), prácticamente en el límite con Leo Minor.
NGC 3184 tiene dos regiones H II llamadas NGC 3180 y NGC 3181. Es destacable la abundancia en elementos pesados y la aparición de una supernova (SN 1999gi) que ha tenido lugar recientemente.
La galaxia tiene magnitud visual 9,6, pero es difícil distinguir su estructura a través del telescopio. Su diámetro es de unos 7 arcmin. Fue descubierta el 18 de marzo de 1787 por el astrónomo William Herschel.